# میل-۸
میل-۸ ((به روسی: Ми-۸)، نام‌گذاری ناتو:Hip) یک هلیکوپتر ترابری دو موتوره‌است که همچنین می‌تواند به عنوان یک هلیکوپتر تهاجمی هم به کار گرفته شود. میل-۸ یکی از هلیکوپترهایی است که بیشترین آمار تولید هلیکوپتر در سطح جهانی را داشته و در بیش از ۸۰ کشور مورد استفاده قرار می‌گیرد. کشور روسیه بزرگ‌ترین به کارگیرنده هلی‌کوپترهای مدل میل-۸/میل-۱۷ می‌باشد. میل-۱۷، هلیکوپتر تهاجمی میل-۲۴ و هلیکوپتر ناونشین میل-۱۴ هم بر اساس میل-۸ طراحی شده‌اند.

## بکارگیرنده‌ها
List of Mil Mi-8/17 operators